# Suaita
Suaita es un municipio de Colombia, Se localiza al sur del departamento de Santander en el territorio de la Hoya del río Suárez, que hace parte de la Provincia Comunera.

## Toponimia
Suaita, palabra indígena que significa Brazo o Rayo del Sol.

## Historia
Habitada por la tribu de los indios Corbaraques, guerreros del pueblo Guane. Fue erigida parroquia en el año 1675, en los terrenos que actualmente ocupa la hacienda la Candelaria sobre la margen del río Lenguaruco y trasladada en 1810 al lote del terreno donado por don Crisóstomo d Echeverría el 14 de junio del citado año; este es el sitio que actualmente ocupa.

## Generalidades
Suaita está ubicada en la Provincia Comunera, a 190 km de Bucaramanga, en una extensión de 298 km².  La temperatura promedio es de 20 °C.
Tiene este municipio el privilegio de ser uno de los primer lugares de Colombia que vio nacer y crecer un importante complejo industrial. El general Lucas Caballero fundó en 1915 la fábrica de hilados, licores y chocolates en San José de Suaita.
La construcción del Templo de Nuestra Señora de la Candelaria o de la Purificación data del año 1952, destacando su arquitectura mozárabe y la mezcla de estilo colonial y barroco. Elaborado en piedra labrada, cuenta con dos torres de estilo gótico bizantino que se asemejan a las cúpulas de San Basilio de Moscú, cúpulas en forma de cebolla, 16 columnas con faroles intermedios y arcos de media punta en su interior. El reloj fue regalado por el industrial Victor Martínez Villalba.
La Casa de la Cultura lleva el nombre del maestro Luis Alberto Acuña, quien la fundó y organizó: en la actualidad allí reposan algunas de sus obras.
El Centro Cultural y Administrativo Lucas Caballero, obra de la gobernación de Hugo Aguilar, es el motor de las actividades culturales del municipio, cuenta con sala de internet, auditorio, biblioteca, sala de artesanías (artesanos de Suaita), sala de la cultura, sala de xposiciones, sala de capacitaciones, museo de los gobernadores de Suaita, y también funciona allí el Concejo Municipal.

## Límites
Limita por el norte con los municipios de Guadalupe y Oiba, por el este con Charalá, por el sur con Gámbita y el departamento de Boyacá (municipios de Santana y Chitaraque) y por el oeste con San Benito.

## División Político-Administrativa
Además de su Cabecera municipal. Suaita tiene bajo su jurisdicción los siguientes Centros poblados:
- Olival
- San José de Suaita
- Tolotá
- Vado Real

Mapa que muestra la división administrativa del municipio de Suaita

Políticamente Suaita está dividida en 18 veredas: Efraín, Judá, Dan, Gad, Manasés, Benjamín, Simeón, Neftalí, Josef, Leví, Asser, Rubén, El Poleo, Vueltas, Carrizal, La Colorada, Macanas, Corbaraque

## Datos
- Metros sobre el nivel del mar: desde 1.100 hasta 2.400 m s. n. m.
- Habitantes: 11.705 en total, de los que 2.618 moran en la cabecera municipal.

## Principales productos
Los productos agrícolas más cultivados en el municipio son: café, caña de azúcar, panela, cítricos, plátano, yuca, heliconias, ganado ovino.

## Fiestas
Del 2 al 5 de febrero se celebran las tradicionales ferias y fiestas en conmemoración a la Virgen de la Candelaria, allí se reúnen propios y visitantes en un ambiente de felicidad y amistad a compartir y disfrutar de los diferentes eventos que se llevan a cabo, como cabalgatas, corridas de toros, concursos de bailes, quema de pólvora y las verbenas.

## Suaita y la Virgen
Hace más de dos siglos, el 14 de junio de 1810, Don Juan Crisóstomo de Echeverría, uno de los hacendados más grandes de la región, decidió donar y poner a nombre de la Virgen de La Candelaria unos terrenos para que se reconstruyera el pueblo. Debido a esto, el pueblo presenta una informalidad del 90%, pues no se sabe de quién es el terreno.
Esta es la realidad del municipio de más de 10 mil habitantes. Aunque no pagar impuesto predial pareciera ser un beneficio para la población, la situación se ha convertido en un problema jurídico pues personas que llevan años habitando sus hogares no tienen el título que los reconoce como propietarios.
La situación también involucra a la iglesia y la alcaldía porque la titularidad del predio de la iglesia y la mitad del terreno ocupado por la alcaldía, según la documentación, le pertenecen a la Virgen.